# Jonas Ringqvist
Jonas Fredrik Ringqvist, född 19 oktober 1971 i Gunnareds församling i Göteborg, är en svensk politiker (socialdemokrat, tidigare vänsterpartist). Han var ordinarie riksdagsledamot för Vänsterpartiet 1998–2002, invald för Västra Götalands läns södra valkrets.
I riksdagen var han ledamot i miljö- och jordbruksutskottet 2000–2002. Han var även suppleant i miljö- och jordbruksutskottet och suppleant i Nordiska rådets svenska delegation.
2002–2004 arbetade Ringqvist för Vänsterpartiet som politisk tjänsteman på Miljödepartementet. Hösten 2004 lämnade Ringqvist Vänsterpartiet för Socialdemokraterna, och är numer[när?] lokalpolitiker för Socialdemokraterna i Tidaholms kommun.